# Belgrandia marginata
Belgrandia marginata is een slakkensoort uit de familie van de Hydrobiidae. De wetenschappelijke naam van de soort is voor het eerst geldig gepubliceerd in 1831 door Michaud.